# Miltogramma khuzistanica
Miltogramma khuzistanica är en tvåvingeart som beskrevs av Boris Borisovitsch Rohdendorf 1961. Miltogramma khuzistanica ingår i släktet Miltogramma och familjen köttflugor.
Artens utbredningsområde är Iran. Inga underarter finns listade i Catalogue of Life.